# Outta My Head (Ay Ya Ya)
Az Outta My Head (Ay Ya Ya) egy dal Ashlee Simpson harmadik, Bittersweet World című stúdióalbumáról. A dalt Simpson, King Logan, Jerome Harmon, Santi White és Kenna szerezte, producere Timbaland, Logan, és Harmon volt.
A szám hivatalosan az AOL Music műsorán debütált 2007. november 30-án, and it was digitally released on December 11. Simpson 2008. január 23-án jelentette be, hogy egy digitális EP két másik dallal együtt kerül kiadásra február 5-én.

## Háttér
A dalt először 2007 szeptemberében az MTV News említette: Ay Ay Ay címmel említették. Simpson édesapja, Joe Simpson viccelődve megjegyezte, a dal Tina-ról, az ő feleségéről szól. Erre reagálva Tina megjegyezte, a dal éppúgy szól Joe-ról is. Ashlee később így nyilatkozott: „Nem anyámról szól. Csak túl sok hang motoszkál a fejemben, mindegyiknek megvan a saját véleménye.”
2007. november 13-án Simpson bejelentette az MTV News-nak, hogy az album elkészült és 2008 márciusában meg is jelenhet, első kislemeze, az Outta My Head (Ay Ya Ya) tervezett megjelenése január volt. Ashlee a dalt „vidám, táncos dal”-ként jellemezte, „a 80-as évek érzésével”, majd hozzátette, ez bizonyos személyekről szól. A kisfilm forgatását decemberre tervezte.
Egy decemberi interjúban elárulta, a dal arról szól, hogy „legyen meg a saját kreativitásod és tered”, valamint hogy mások véleménye a frusztráció érzetéhez vezethet: „A nap végén ilyen vagy: 'Ááá! Fejezzétek be!'”

## Kereskedelmi fogadtatás
Az Outta My Head (Ay Ya Ya) kiadását követően nem jelent meg az amerikai slágerlistákon. 2008 márciusára 117 000 digitális példány kelt el belőle. Ennek következtében megjelent a Bubbling Under Billboard Hot 100-on 21. hellyel. Ez az egyetlen dala, mely nem jelent meg a Billboard Hot 100-on. Az ausztrál kislemezlistán, 30. helyezéssel debütált, majd 16. helyezésig jutott el. A 2006-os Boyfriend óta ez volt az első dal, mely az Egyesült Királyságban is megjelent, április 1-től a televíziós csatornák is sugározták. A brit kislemezlistán meg is jelent, 34. hellyel, melyet 24. követett. Közel 25 000 példány kelt el a dalból ott. Az ír kislemezlista 20. helyén debütált a kislemez, melyet a 15. csúcshelyezés követett.

## Videóklip
Rendezője Alan Ferguson volt. A kisfilmet Simpson közel 48 órán át forgatta, december 6-án és 7-én. Acton-ben forgatták a sivatagos jeleneteket, a többi jelenet Burbank-ben került rögzítésre. Egy Billboard-nak adott interjú során szüreállis inspirációkat említett, valamint Salvador Dalí-t jelölte meg befolyásos személyként. (Már ex)barátja, Pete Wentz a videó láttán így nyilatkozott: „valószínűleg a legfurcsább videó, amit valaha láttam tőle”, majd hozzátette, szereti a dalt, hiszen „megvan benne ez a bizonyos összetett személyiség.” A kisfilmet december 19-én mutatták be, 20-án Ashlee a Total Request Live-ba volt hivatalos a klip premierje miatt. Jellemzése alapján a videó „ambiciózus” és „olyan, mint egy darabnyi művészet”, valamint hogy „[a videó] egy másik világ, és nem tudod, hol a határ.”
A kisfilm elején Simpson terápián vesz részt; egy kanapén hever, majd miután kezelője elalszik, a falak ledőlnek, egy sivatag képe tárul a nézők szeme elé. Itt megjelenik a sötét hajú Ashlee is egy lebegő Rubik-kockán, valamint egy Ashlee fejét ábrázoló (test nélküli) szobor is látható a cselekmény során. Riporterek és paparazzók hada kezdi üldözni, melynek következtében elesik. Mikor felkel, már nem látja üldözőit. Ezt követően elkezdi énekelni a dalt, miközben a terápiabeli jelenetek végig kísérik a kisfilmet, igaz, immáron sivatagi környezetben. Közben a "sereg" ismét megjelenik, Ashlee pedig újra elesik. Ekkor (a Gulliver utazásaira utalva) törpeméretű lények veszik körbe, melyek közül kiszabadul. Ismét ébred, ezúttal egy hálószobában. A fal eltűnik, egy stúdió jelenik meg, ahol Simpson másik énje látható. Az igazi Simpson-t ismét megtámadják, a robot-Ashlee ezalatt felrobban. A helyzetet kihasználva az énekesnő megpróbál megszökni, de az orvosok megfogják, és kórházba szállítják.

## Formátumok és számlista
iTunes kislemez
1. Outta My Head (Ay Ya Ya) (No Intro Version) – 3:30

iTunes kislemez EP
1. Outta My Head (Ay Ya Ya) – 3:37

Walmart CD kislemez/Ausztrál CD kislemez/Brit CD kislemez
1. Outta My Head (Ay Ya Ya) – 3:37
2. L.O.V.E. (Missy Underground Mix) featuring Missy Elliott – 3:26

Ausztrál kislemez
1. Outta My Head (Ay Ya Ya) – 3:39
2. Outta My Head (Ay Ya Ya) [Dave Audé Remix] {Radio Edit} – 4:07

Digitális EP
1. Outta My Head (Ay Ya Ya) – 3:37
2. Rule Breaker (a Bittersweet World albumról) – 3:21
3. Catch Me When I Fall (az I Am Me albumról) – 4:00

Promó
1. Outta My Head (Ay Ya Ya) (Main) – 3:39
2. Outta My Head (Ay Ya Ya) (Instrumental) – 3:49
3. Outta My Head (Ay Ya Ya) (A capella) – 3:45

Hivatalos remixek
1. Outta My Head (Ay Ya Ya) (Dave Audé Club Mix) – 7:20
2. Outta My Head (Ay Ya Ya) (Dave Audé Club Dub) – 7:10
3. Outta My Head (Ay Ya Ya) (Dave Audé Instrumental) – 7:10
4. Outta My Head (Ay Ya Ya) (Dave Audé Radio Edit) – 4:06
5. Outta My Head (Ay Ya Ya) (Dave Audé Clean Radio Edit) – 4:06
6. Outta My Head (Ay Ya Ya) (Charles Feelgood Club Mix) – 6:02
7. Outta My Head (Ay Ya Ya) (Charles Feelgood Dub) – 5:02
8. Outta My Head (Ay Ya Ya) (Jeremy Word Club Mix) – 6:49
9. Outta My Head (Ay Ya Ya) (DJ AM + Eli Escobar Remix) – 6:09

## Slágerlistás helyezések
| Kislemezlista (2008)                     | Legjobb helyezés |
| ---------------------------------------- | ---------------- |
| Ausztrál kislemezlista                   | 16               |
| Osztrák kislemezlista                    | 71               |
| Canadian Hot 100                         | 59               |
| European Hot 100 Singles                 | 37               |
| Német kislemezlista                      | 30               |
| Ír kislemezlista                         | 15               |
| Brit kislemezlista                       | 24               |
| Billboard Bubbling Under Hot 100 Singles | 21               |
| Venezuela Pop Rock (Record Report)       | 4                |

## Fordítás
Ez a szócikk részben vagy egészben  az   Outta My Head (Ay Ya Ya) című angol Wikipédia-szócikk fordításán alapul.  Az eredeti cikk szerkesztőit annak laptörténete sorolja fel. Ez a jelzés csupán a megfogalmazás eredetét és a szerzői jogokat jelzi, nem szolgál a cikkben szereplő információk forrásmegjelöléseként.